# Sigurnosni štapin
Sigurnosni štapin ili Bikfordov štapin je vrsta štapina koju je izumeo i patentirao engleski pronalazač Vilijam Bikford 1831. godine. Prvobitno se sastojao od „cevi“ baruta okružene vodootpornim lakiranim užetom od jute. Zamenio je ranije, manje pouzdane metode paljenja barutnih punjenja za miniranje, koje su uzrokovale mnoge povrede i smrti u rudarskoj industriji. Sigurnosni štapin gori brzinom od otprilike 30 sekundi po stopi (1 sekunda po centimetru).
Sigurnosni štapin je cev od tkanine napunjena crnim barutom, prečnika oko 3 do 5 mm. Gorući sigurnosni štapin ne može se ugasiti vodom; postoje izvedbe koje čak nastavljaju da gore pod vodom. Sigurnosni štapini treba da budu izrađeni tako da se mogu zapaliti samo otvorenim plamenom, ali ne i varnicama. Propisana brzina gorenja u EU iznosi 60 do 100 cm po minuti. Pre upotrebe, brzina gorenja uzorka mora biti proverena, jer crni barut može biti higroskopan i ne može se isključiti mogućnost zatajenja nakon dužeg skladištenja. Pošto se paljenje dešava u opasnoj zoni i postoji veliki vremenski interval između paljenja i eksplozije eksploziva, upotreba sigurnosnog štapina je rizičnija u poređenju sa drugim metodama paljenja (na primer, električni detonatori).

## Istorija
Dokumentovani dokazi sugerišu da su najraniji štapini prvi put korišćeni od strane Kineza između 10. i 12. veka. Nakon što su Kinezi izumeli barut, počeli su da prilagođavaju njegova eksplozivna svojstva za upotrebu u vojnim tehnologijama. Do 1044. godine koristili su barut u jednostavnim granatama, bombama i bacačima plamena.  Barut nije stigao u Evropu sve do početka 13. veka, prenet iz Kine putem bliskoistočnih trgovaca i trgovinskih karavana duž starog Puta svile.
Tri veka barut se prvenstveno koristio za vojne sukobe. Tek 1574. godine barut je prvi put uveden u rudarsku industriju,  a trebalo je do 1617. da se prvi put koristi u rudarskoj operaciji velikih razmera — u Tilou, u Francuskoj. 

## Osetljivost baruta
Jedan od problema sa kojima su se rudari suočavali pri uvođenju baruta u svoje operacije bio je taj što se lako mogao zapaliti kada je bio izložen varnicama, intenzivnoj toploti ili plamenu. Metoda koju su rudari koristili za miniranje stena podrazumevala je bušenje nekoliko rupa na steni, koje bi bile napunjene barutnim punjenjima. Da bi se gasovi proizvedeni paljenjem zadržali, barut je bio zatvoren unutar svake rupe za miniranje tako što bi se u rupu sa barutom ubacila zašiljena šipka poznata kao „igla“, a zatim bi se ubacivala meka glina i nabijala kako bi se formirao čep.  „Igla“ bi se zatim uklonila i zamenila fitiljem napravljenim od slame ili perja napunjenog crnim barutom.  Da bi se sprečilo varničenje, koristila se bakarna igla i nemetalna šipka za nabijanje, obično napravljena od hikorija. 
Ako bi se stvorila varnica, posledice bi mogle biti katastrofalne za radnu snagu, a to se često dešavalo.  Rudari i vlasnici rudnika bili su svesni opasnosti korišćenja baruta u rudarstvu, što je očigledno iz njihovih uputstava za rukovanje materijalom.  Jedna fabrika u Engleskoj koja je pripremala materijal napisala je u svom uputstvu: „Ko god da radi unutar ili izvan skladišta baruta, treba da obavlja svoj posao s takvom pažnjom i poštovanjem u tišini, jer u takvom mestu (osim ako Svemogući u svojoj milosti ne drži zaštitnu ruku nad radom), najmanji nedostatak pažnje može ne samo da izazove gubitak života svih prisutnih, već može u trenu pretvoriti ovo mesto, kao i njegovu okolinu, u gomilu kamenja.” 
Drugi veliki problem odnosio se na namerno paljenje barutnih punjenja. Da bi se rudari zaštitili od eksplozije i dima, jedan od njih bi zapalio dalji kraj fitilja, koji je trebalo da gori poznatom brzinom. Rudari su, znajući dužinu fitilja, mogli da procene kašnjenje između paljenja fitilja i paljenja glavnog punjenja. Međutim, rani fitilji, poznati kao napunjeni „peruški“, imali su tendenciju da gore nepravilno, „plasnu“ ili se prekinu — bilo zbog cepanja ili zbog „zgnječenja“ u rupi za miniranje tokom nabijanja. Takođe su mogli biti oštećeni, što bi omogućilo ulazak vlage, zbog čega bi tinjali umesto da gore i izazvali dugo kašnjenje.  Ako glavno punjenje nije eksplodiralo, to se nazivalo „zatajivanje“ ili „viseći požar“, i rudari bi morali da čekaju pre nego što se vrate na radno mesto kako bi postavili nove fitilje. Sve češće, rudari u Kornvolu krajem 18. i početkom 19. veka teško su se povređivali zbog sumnje da je došlo do zatajenja i vraćali su se na radno mesto baš u trenutku kada bi vlažni tinjajući fitilj zapalio barutna punjenja. 

## Vilijam Bikford
Godine 1831. engleski trgovac Vilijam Bikford se preselio u srce korneškog rudarskog područja blizu Kamporna, gde je u Tkingmilu razvio prvi praktičan i pouzdan način za paljenje baruta u rudarstvu, "Sigurnosni štapin". Nakon što su raniji pokušaji razvoja sigurnijeg načina pali, Bikford je stekao uvid tokom posete svom prijatelju koji se bavio izradom užadi. Dok je posmatrao kako njegov prijatelj uvija konopac zajedno kako bi stvorio užad, Bikford je verovao da može prilagoditi isti metod za razvoj štapina. To je učinio uz pomoć njegovog zeta Džordža Smita i radnog rudara po imenu Tomas Dejvi. 
Bikford je izumio mašinu koja bi uvijala i tkala dva sloja jute pređe (sjajnog biljnih vlakana), okrenute u suprotnim pravcima, preko male "cevi" baruta, čiji je ceo deo potom bio "lakiran" katranom kako bi se proizvod učinio vodootpornim. Rezultat je bio razvoj štapina koji, kada se zapali, "vatra putuje samo duž njega polako, brzina gorenja ... iznosi oko 30 sekundi po stopi."  Bikford je razvio štapin koji bi goreo poznatim vremenom, u zavisnosti od dužine štapina.
Bikford je 6. septembra 1831. godine dobio britanski patent za svoj uređaj (Br. 6159 "Sigurnosni štapin za paljenje baruta koji se koristi u pucanju stena, itd."). Prvobitno je nazvan "Patentni sigurnosni štap", ali mu je kasnije ime promenjeno u "Sigurnosni štapin".  Bio je dostupan kao "užad" prečnika oko 0,375 do 0,5 inča (9,5 do 12,7 mm) i prodavao se u to vreme po istoj ceni kao njegov prethodnik, pero, po tri penija po fathomu (6 stopa, 1,8 m).  Bikford je takođe uspostavio partnerstvo sa Tomasom Dejvijem, koji je za prvih četrnaest godina dobio dvadeset pet procenata profita. 

## Uticaj sigurnosnog štapina
S obzirom na nepouzdanost štapina i načina detonacije pre Bikfordovog štapina, ova nova tehnologija promenila je bezbednost i uslove u rudarstvu. Zbog lošeg vođenja evidencije ili njenog nedostatka, relativno je teško utvrditi tačan broj rudarskih nesreća i srodnih statistika pre izuma sigurnosnog štapina. Međutim, "ovaj štapin je ubrzo zamenio manje pouzdane štapine koje su bile napravljene od slamki ili pera napunjenih crnim barutom, čime se znatno smanjio rizik od slučajnih eksplozija u rudarstvu ili građevinarstvu."  Reč o pouzdanosti Bikfordovog sigurnosnog štapina se proširila i ubrzo je bila velika potražnja na svetskim tržištima. 
Bikfordov štapin nije samo dramatično poboljšao bezbednosne uslove rudnika širom sveta, već je doprineo i razvoju dinamita. Alfred Nobel je stvorio dinamит 1867. godine, oblikujući nitroglicerin i blato-sličnu supstancu koja se nalazila u blizini njegovih laboratorija, nazvanu kieselguhr, u pojedinačne cilindre.  Na kraju svakog cilindra, Nobel je ubacio eksplozivni čep koji se mogao zapaliti na jedan od dva načina. Prvi, umetanjem sigurnosnog štapina u eksplozivni čep i paljenjem štapina. Drugi, pričvršćivanjem električnog kabla na eksplozivni čep i proizvodnjom struje koja bi putovala od izvora do eksplozivnog čepa. 

## Nacionalni propisi
- U Švajcarskoj, sigurnosni štapini moraju goreti najmanje 90 sekundi.
- U Austriji, upotreba treba da bude ograničena koliko god je to moguće zbog opasnosti. Vreme gorenja mora biti najmanje dve minute.

## Literatura
- Crocker, Glenys (2002). The Gunpowder Industry. Buckinghamshire: CIT Printing Services Ltd.
- Earl, Bryan (1978). Cornish Explosives. Cornwall: The Trevithick Society. ISBN 0-904040-13-5.
- Lynch, Martin (2002). Mining in World History. London: Reaktion Books Ltd.

## Spoljašnje veze
- Sprengarbeiten (abgerufen am 24. April 2020)
- Sprengdienstleitungsabzeichen in Bronze (abgerufen am 24. April 2020)
- Verordnung über explosionsgefährliche Stoffe Архивирано на веб-сајту  (26. септембар 2020) (abgerufen am 24. April 2020)
- Leitfaden künstliche Lawinenauslösung[мртва веза] (abgerufen am 24. April 2020)